# Hoolock hoolock
O gibão-hoolock-ocidental (Hoolock hooloock) é uma das duas espécies de Hoolock. A espécie é encontrada na Índia, Bangladesh e em Mianmar, sendo o único hominóideo a ser encontrado na Índia.